# Antenne Tirol
Antenne Tirol est une radio privée autrichienne, dans le Land du Tyrol.

## Histoire
D'avril 1998 à décembre 2004, la station de radio dominée par Moser Holding diffuse sous le nom "Antenne Tirol". De 1999 à 2001, Antenne Tirol a des parts de marché d'environ 20%. Sous la direction du directeur général de l'époque, Matthias Nieswandt (qui sera plus tard notamment chez TV Munich, n-tv, Süddeutsche Zeitung, Antenne Salzburg) et du directeur de programme Matthias Schrom (Ö3, ORF-Tirol, ORF-Vienna, Zeit im Bild), de nombreux animateurs et journalistes comme Mirjam Weichselbraun, Benny Hörtnagl ou  Thomas Kamenar commencent leurs carrières.
La station diffuse également tous les événements politiques, chroniques, sportifs et sociaux majeurs avec des retransmissions en direct élaborées (avalanche de Galtür, catastrophe de Bergisel en 1999, éclipse solaire du 11 août 1999, courses du Hahnenkamm, tournée des quatre tremplins, Bundesliga de football et Coupe d'Europe).
L'équipe d'Antenne Tirol a lancé Radio Arabella Tirol et a produit le programme pour elle.
L'actuelle Antenne Tirol date de décembre 2004, lorsque les droits sur le nom reviennent au groupe Fellner.

## Programme
Le programme musical est un mélange de succès anciens contemporains. Le groupe cible est le Tyrolien de 14 à 49 ans.

## Source, notes et références
1. ↑  (de) « Mirjam Weichselbraun zu Gast in Willkommen Österreich », sur Willkommen Österreich, 2012 (consulté le 25 mai 2020)

- (de) Cet article est partiellement ou en totalité issu de l’article de Wikipédia en allemand intitulé « Antenne Tirol » (voir la liste des auteurs).